# Праймтайм
Пра̀ймта̀йм (от английски: prime time, в смисъл „основно“, „първостепенно“, „най-добро“ време) е термин в радио- и телевизионната журналистика, с който се означава промеждутък от време в денонощието, когато електронните медии се радват на най-голямо количество аудитория, т.е. на най-много гледаемост и слушаемост. Праймтаймовете на радиото и телевизията са различни и зависят от множество фактори, определящи ритъма на живота и ежедневието на масата от зрители и слушатели: сезон от годината, ден от седмицата, национални празници и др. В различните държави праймтаймът може да варира.
В България праймтаймът в телевизиите е между 19:00 и 00:00 ч. Тогава и рекламното време е с най-високи стойности. Определянето му, макар и приблизително, е от значение както за формиране на програмните схеми на медиите, така и за определяне на рекламните им бюджети. Като време с по-голяма аудитория, то е и по-скъпо и предпочитано от рекламните агенции, в сравнение с други часови пояси от денонощието. Телевизионните канали събират максималната си аудитория вечерно време, обикновено между 20 и 22 часа, а радиостанциите имат праймтайм сутрин между 9 и 11 часа и следобед – между 16 и 18 часа.